# لوغال أني موندو

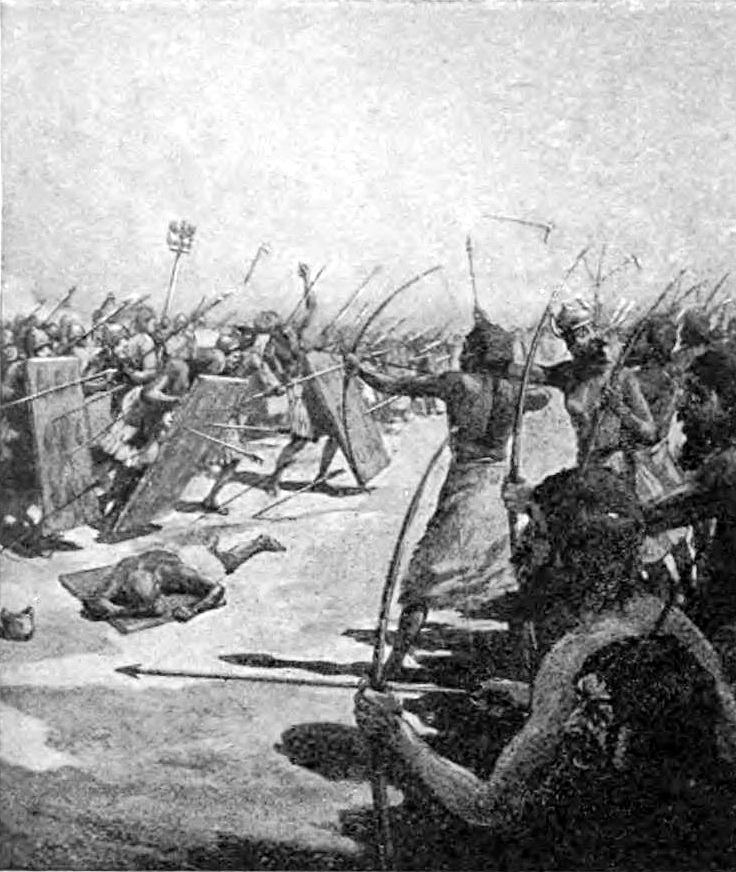
Battle between the Sumerians and Semites

لوغال أني موندو حكم في القرن 25 ق م وهو أكثر الملوك أهمية في تاريخ مدينة أداب في بلاد سومر حسب قائمة الملوك السومريين حكم لمدة 90 سنة، بعد هزيمته لميسكياج أنا الأوري، وقام هذا الملك ببناء إمبراطورية من المعتقد أنها أول إمبراطورية في التأريخ ويوجد الكثير من النقوش الآثرية نسخت عن كلامه في في غزوه للمناطق، تمكن هذا الملك من ضم نيبور التي كانت تحت حكم سلالة ماري من ملكها أنبو وثم تمكن احتلال لكش التي كان يحكمها لوغال أندا و اكشاك التي كانت تحت سيطرة بوزور نيراه ملك ماري وثم مدينة اوما التي كانت تحت سيطرة لوغال زاغيزي سي .[هل يوثق بهذا المصدر؟]
ومن خلال إحدى النصوص الآثرية التي تعود لفترة حكم ابي ايشوه و امي صادوقا ملكي بابل تقول تلك النصوص بأن لوغال أني موندو تمكن من الابتعاد فأكثر من إمبراطوريته حيث بلغت من البحر المتوسط غربا إلى جبال زاغروس شرقا إضافتا لبلدان عيلام و مارهاشي و جوتي و سوبارو و جبل سيدار التي هي لبنان و بلاد عمورو و صوطيوم المجهولة الموقع والتي ربما تقع شمال شرق فلسطين حاليا وكذلك أرض جبل أي أنا التي ربما هي أوروك و زقورتها، وتقول النصوص بأنه قسم إمبراطوريته ل13 ولاية وكان يديرها ميغير إنليل المارهاشي، وكل أسماء هذه الولايات كانت سامية، وإذا كان تلك النصوص صحيحة فمعناه أن إمبراطوريته سبقت سرجون الأكدي.